# 紘川淳
紘川 淳（ひろかわ じゅん、1968年6月19日 - ）は、東京都出身の日本の経営学者、元歌手、女優、アイドル。本名、高岡美佳。血液型はA型。オフィスマリーン所属。アイドル当時の身長は163cm、体重は47kg、スリーサイズはB83cm、W60cm、H86cm。
代表作は、石野陽子、藤原理恵と女子高生3人組を演じたドラマ「セーラー服通り」。歌手としてもシングル2枚を残している。
デビューからわずか2年ほどで芸能界を引退した後、青山学院大学経営学部に進学して経営学を学び、さらに、東京大学で博士課程を修了するとともに博士号を取得して、2009年4月から立教大学教授を務めている。

## 主要な活動

### テレビ
- セーラー服通り（1986年、TBS） - 生島夏樹
- 連続テレビ小説 チョッちゃん（1987年、NHK）- 遠山伊佐子
- 新春12時間ワイド時代劇 大忠臣蔵（1989年、テレビ東京）
- ヴィヴィアン（中京テレビ） - スタジオアシスタント

### 音楽
- 失恋ライブラリー（1986年4月25日、ポリドール 7DX1422）

A. 失恋ライブラリー - 作詞 安井かずみ / 作曲 木森敏之 / 編曲 戸塚修
B. サガンの少女のように - 作詞 和泉ゆかり / 作曲 木戸やすひろ / 編曲 大谷和夫
- 恋景色（1986年8月1日、ポリドール 7DX1440）

A. 恋景色 - 作詞 来生えつこ / 作曲 木森敏之 / 編曲 木森敏之
B. 彼はNo.2 - 作詞 竜真知子 / 作曲 木森敏之 / 編曲 新川博
- 「失恋ライブラリー」は、以下のコンピレーション・アルバムにも収録されている。
  - おしえてアイドルRespect ポリドール・リクエスト編 （2001年9月25日 P-VINE）
  - 80'Sメモリアル・アイドル ファーストキッス （2006年3月29日 ユニバーサルミュージック）
  - Hotwax presents 歌謡ポップス セレクション 1980's ユニバーサル編 （2006年4月19日 ユニバーサルミュージック）

### CM
- 東鳩オールレーズン （1985年）

### 写真集
- かくせない夢一瞬も（1986年9月10日、ワニブックス）

### 雑誌
- DELUXEマガジン（No.5 1983年11月20日発行）※高岡淳名義
- 週刊プレイボーイ（1984年1月10日・17日合併号）※高岡淳名義
- Beppin（1986年5月号 / 1987年1月号）
- 週刊少年サンデー（1986年5月7日号）
- オリコンウィークリー（1986年5月19日号）
- GORO（1986年5月22日号）
- スコラ（1986年5月22日号 / 12月11日号
- BOMB!（1986年6月号 / 1987年3月号）
- 平凡パンチ（1986年6月23日号）
- Momoco（1986年7月号 / 1987年2月号）
- 週刊プレイボーイ（1986年9月2日号 / 1987年1月20日号）
- ベストカメラ（1986年9月号 / 12月号）
- 月刊カメラマン（1986年9月号）
- UP to boy（1986年9月号）
- アクションカメラ（1986年10月号）
- すッぴん（1986年11月号 / 12月号 / 1987年2月号 / 3月号）
- 週刊少年チャンピオン（1987年2月20日号）
- ザ・シュガー（1987年3月号）
- Mr Dandy（1987年3月号 / 4月号）
- オトメクラブ（1987年7月号）